# آی‌سی‌ای آی‌اس-۳۲
آی‌سی‌ای آی‌اس-۳۲ (به انگلیسی: ICA IS-32) یک هواپیمای ساختِ کارخانهٔ ایندوستریا آئروناتیکا رومانا در کشور رومانی است. این هواپیما در ۱ ژوئن ۱۹۷۷ میلادی نخستین پرواز خود را انجام داد.